# خضر أباد (سراب)
خضر أباد هي قرية في مقاطعة سراب، إيران. يقدر عدد سكانها بـ 23 نسمة بحسب إحصاء 2016.